# Hemieuxoa polymorpha
Hemieuxoa polymorpha är en fjärilsart som beskrevs av Forbes 1934. Hemieuxoa polymorpha ingår i släktet Hemieuxoa och familjen nattflyn. Inga underarter finns listade i Catalogue of Life.